# オオゲツヒメ

神産み神話（イザナギ・イザナミが生んだ神々）

オオゲツヒメ（オホゲツヒメ、オオゲツヒメノカミ、大宜都比売、大気都比売神、大宜津比売神、大気津比売神）は、日本神話に登場する女神。『古事記』の神話に出る食物の女神。

## 出自
オオゲツヒメという名称は「大いなる食物の女神」の意味である。
『古事記』においては、まず伊邪那岐命と伊邪那美命の国産みにおいて、伊予之二名島（四国）の中の阿波国の別名として「大宜都比売」の名前が初めて現れる（『古事記』では、四国は島のみならず一身四面の神としても表現されている）。そしてその直後の神産みにおいて、他の生まれいづる神々に混じってほぼ同名といえる「大宜都比売神」が再度生まれている記述がある。更に高天原を追放された須佐之男命に料理を振る舞う神としても「大気都比売神」が登場する。これらの神が同一神か別神かは明らかにされていない。

## 説話
高天原を追放された須佐之男命は、空腹を覚えて大気都比売神に食物を求め、大気都比売神はおもむろに様々な食物を須佐之男命に与えた。それを不審に思った須佐之男命が食事の用意をする大気都比売神の様子を覗いてみると、大気都比売神は鼻や口、尻から食材を取り出し、それを調理していた。須佐之男命は、そんな汚い物を食べさせていたのかと怒り、大気都比売神を殺してしまった。すると、大気都比売神の頭から蚕が生まれ、目から稲が生まれ、耳から粟が生まれ、鼻から小豆が生まれ、陰部から麦が生まれ、尻から大豆が生まれた。これを神産巣日御祖神が回収した。
また島根県石見地方に伝わる伝説には、大気都比売神の娘に乙子狭姫がおり、雁に乗って降臨し作物の種を地上に伝えたとする。
また、大年神の系譜において羽山戸神の妻として八神を生んだとの記述がある。ただし、このオオゲツヒメが国産みのオオゲツヒメ及び須佐之男命の天降りの際に登場するオオゲツヒメと同一神かは不明である。

## 日本書紀との比較
オオゲツヒメは『古事記』において五穀や養蚕の起源として書かれているが、『日本書紀』では同様の話がツクヨミがウケモチを斬り殺す話として出てくる。『古事記』ではスサノオが高天原を追放された後に出ているため、誓約後の勝ちに乗じて姉の田を壊したという記述と矛盾する。『日本書紀』ではスサノオの昇天前に出ているので矛盾は無い。

## 説話の起源
殺害された者の屍体の各部から栽培植物、とくに球根類が生じるという説話は、東南アジアから大洋州・中南米・アフリカに広く分布している。芋類を切断し地中に埋めると、再生し食料が得られることが背景にある。オオゲツヒメから生じるのが穀物であるのは、日本では穀物が主に栽培されていたためと考えられている。

## 神社
- 上一宮大粟神社（徳島県名西郡神山町）
- 一宮神社（徳島県徳島市）
- 阿波井神社（徳島県鳴門市）